# Блок генерації адреси

Мікроархітектура Intel Nehalem має кілька AGUS за reservation station процесора.

Блок генерації адреси (БГА), іноді також називають адресним блоком обчислення (АБО) — це функціональний блок центрального процесора, який обчислює адреси, що використовуються процесором для доступу до основної пам'яті. При наявності окремих схем що розраховують адреси, які працюють паралельно з рештою процесора, кількість циклів процесора, необхідних для виконання машинних команд можна зменшити, в результаті чого істотно підвищити продуктивність.
Можливості в БГА залежать від конкретного процесора і його архітектури. Таким чином, деякі БГА реалізують та надають більше операцій з обчислення адрес, в той час як інші мають більш просунуті спеціалізовані інструкції, що можуть працювати одночасно з кількома операндами.
Крім того, деякі процесорні архітектури містять множинні БГА, де одночасно може виконуватися більше ніж одна адресна операція — це дає подальше збільшення продуктивності завдяки суперскалярній природі нових моделей процесорів. Наприклад, мікроархітектури Intel Sandy Bridge і Haswell містять кілька БГА, які збільшують пропускну спроможність підсистеми пам'яті процесора, дозволяючи декілька інструкцій доступу до пам'яті, які будуть виконані паралельно.